# Halte de Serdinya
La halte de Serdinya est une halte ferroviaire française de la ligne de Cerdagne (voie métrique), située sur le territoire de la commune de Serdinya, dans le département des Pyrénées-Orientales en région Occitanie.
Elle est mise en service en 1910 par la Compagnie des chemins de fer du Midi et du Canal latéral à la Garonne. 
C'est une halte voyageurs de la Société nationale des chemins de fer français (SNCF) desservie par le Train Jaune, train TER Occitanie spécifique pour la ligne de Cerdagne.

## Situation ferroviaire
Établie à 526 mètres d'altitude, la gare de Serdinya est située au point kilométrique (PK) 4,990 de la ligne de Cerdagne (voie métrique), entre les gares de Villefranche - Vernet-les-Bains et de Joncet.

## Histoire
En août 1902, le conseil général des Pyrénées-Orientales revient sur une dépêche du Ministre des travaux publics refusant l'établissement d'une halte à Serdinya sur la future ligne de Prades à Olette. Le rapporteur Monsieur Bourrat indique que le choix d'une traction électrique pour le tronçon de Villefranche à Olette permet l'établissement de cette halte puisqu'il est possible d'avoir des rampes plus élevées et l'espace plan nécessaire à son installation. Le 26 mars 1904, le Ministre des Travaux Publics répond aux vœux et arguments émis en 1901 et 1902. Il indique que le conseil municipal de Serdinya et les différents services intéressés ont accepté la proposition de supprimer le passage à niveau no 104 en échange de la halte et que la Compagnie du Midi accepte également en précisant qu'il s'agira d'un bâtiment voyageurs de type maison de garde avec annexe accolée, il précise qu'elle sera ouverte aux voyageurs, aux bagages et aux chiens. Enfin le Ministre demande que l'a commune prenne l'engagement de s'occuper, à ses frais, de la voie d'accès, qu'il faut créer et entretenir. Le 11 juin 1907, une décision ministérielle approuve l'établissement de la halte de Serdinya.
La halte de Serdinya est mise en service le 18 juillet 1910, avec la première section de Villefranche à Bourg-Madame, par la Compagnie des chemins de fer du Midi et du Canal latéral à la Garonne.

## Service des voyageurs

### Accueil
Halte SNCF, c'est un point d'arrêt non géré (PANG) à entrée libre.

### Desserte
Serdinya est desservie par des trains TER Occitanie (Train Jaune) qui effectuent des missions entre les gares de Villefranche - Vernet-les-Bains et de Latour-de-Carol - Enveitg.